# Bimaristan
Un bimaristan est un établissement charitable musulman destiné à soigner et offrir l'hospitalité aux individus victimes d'une atteinte à leur santé (pathologies, blessures, fractures, etc.). Il s'agissait d'un élément constitutif et central du système médical institutionnel dans les régions du monde appartenant à la civilisation islamique. Même si, en général, leur activité n'est historiquement authentifiée que durant l'âge d'or des sciences arabo-musulmanes, nous savons que des bimaristans ont continué de fonctionner jusqu'au XIXe siècle dans certains territoires musulmans (Inde moghole, État d'Alger, ville d'Istanbul, ville de Fès...) : à titre d'exemple, parmi les huit établissements de soins présents dans la ville d'Alger à la fin du XVIIIe siècle, 4 étaient des bimaristans (accueillant les populations arabes et juives) et 3 des hôpitaux européens destinés à la population chrétienne de la ville.
Par rapport à l'Occident chrétien antérieur aux XVIIIe et XIXe siècles, ce système se distingue par son organisation rationnelle des soins, la présence de médecins et un enseignement clinique à l'hôpital, qui les rendent similaires à l'hôpital, selon la conception moderne du terme, à la différence que les services proposés par les bimaristans étaient intégralement gratuits. Les professeurs vont organiser des conférences au sein de la bibliothèque et enseigner la matière théorique de la profession. Puisque les étudiants apprennent directement sur le lieu médical, ces derniers peuvent accompagner leurs professeurs auprès des patients afin d'approfondir leurs connaissances pratiques.

## Étymologie
Le mot bimaristan signifiait Hôpital en langue Pehlevi et Persane (بیمارستان  bīmārestān) de Bimar- en écriture pehlevi venant de vīmār ou vemār qui signifie "malade" et -stan un suffixe signifiant endroit, lieu. À l'époque moderne, le mot est souvent contracté en maristan pour ne s'appliquer qu'aux établissements psychiatriques.
L'existence d'un véritable hôpital à Gundishapur en Perse pré-islamique est contestée,, mais l'importance d'une terminologie persane pour les fonctions ou services hospitaliers en pays d'Islam semble indiquer une influence persane.

## Histoire

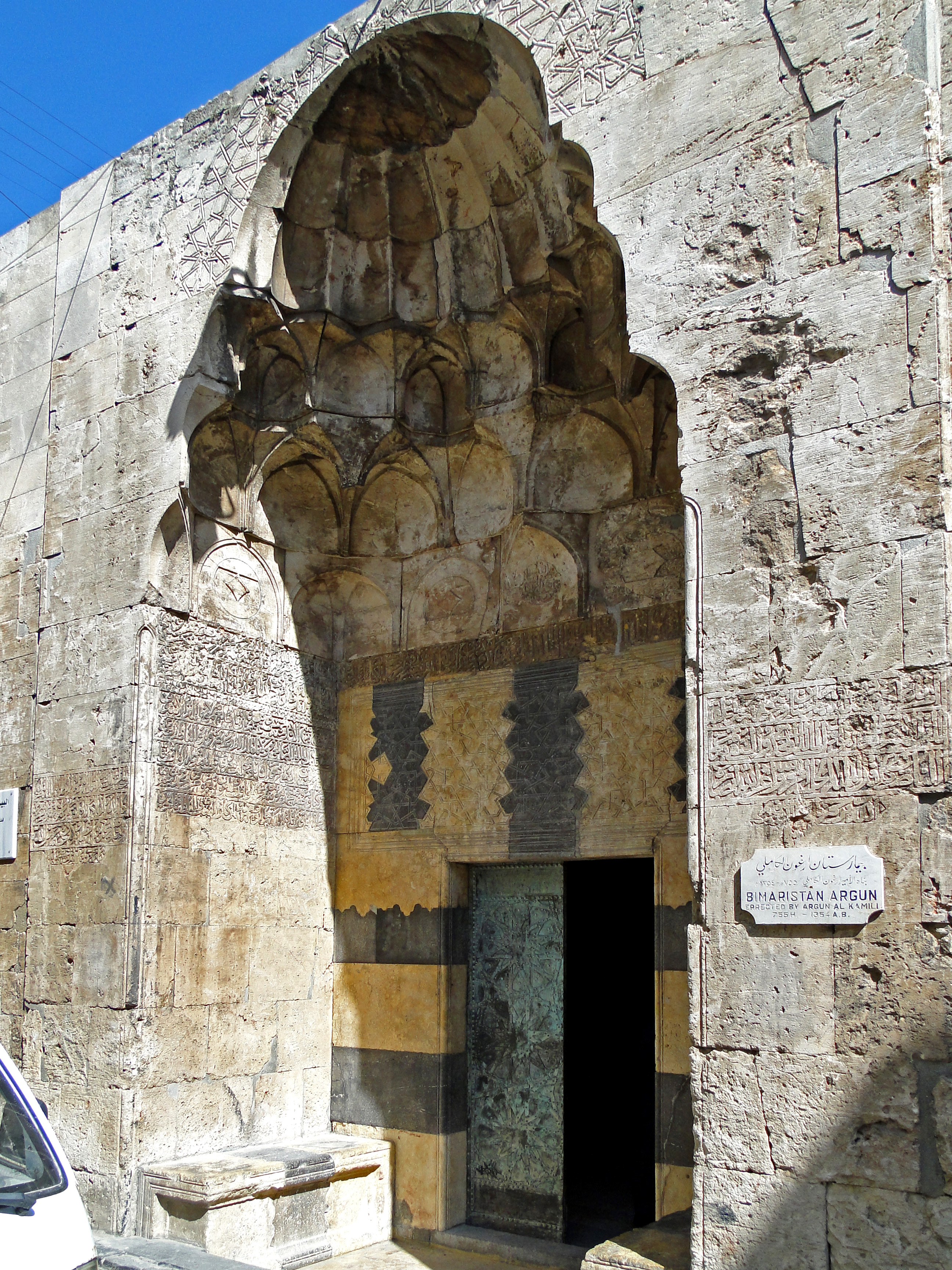
L'entrée du bimaristan Argoun, fondé en 1354 à Alep(Syrie).

### Origine et contexte
L'institution parait s'inspirer des monastères et autres établissements charitables des chrétiens orientaux (hôpital byzantin, xenodochium syriaque, influence des médecins nestoriens), mais cela n'a pas été clairement défini et des recherches sont actuellement en cours sur ce sujet. Il en va de même concernant l'influence du système musulman sur le système européen médiéval plus tardif. 
Il est reconnu que ce système hospitalier est l'un des plus grandes réalisations de la société médiévale musulmane, et le plus élaboré des civilisations médiévales. L'Islam avait un impératif moral : traiter toutes les maladies, indépendamment de la richesse ou de la pauvreté des malades.
Les hôpitaux sont des institutions séculières (absence de clergé en Islam), ouvertes à tous, se situant dans de vastes structures dans un cadre urbain, qui est celui des grandes villes. C'est le cas en particulier de Bagdad, Damas et Le Caire, qui disposent chacune de près de 5 hôpitaux au XIIe siècle, et jusqu'à une dizaine au Caire au XVe siècle.
Ces hôpitaux se construisent par la volonté d'un souverain, d'un vizir, ou d'un homme influent et haut placé à la cour. À l'origine, il s'agit d'un acte personnel de charité, d'une démonstration de foi plutôt que d'une volonté politique.

### Premiers hôpitaux
Le premier hôpital musulman est souvent attribué au calife Al-Walïd Ier, qui régna de 705 à 715 à Damas, mais sa nature exacte n'est pas claire (hospice, léproserie, service d'assistance pour les aveugles et les estropiés...), ni son lieu d'implantation (Damas ou Médine). 
Le plus ancien hôpital suffisamment documenté est construit à Bagdad, par un vizir du calife Harun al-Rashid qui régna de 786 à 809. La question de savoir si l'hôpital nestorien de Gundishâpur a servi de modèle et si un médecin nestorien a été associé à la construction fait aujourd’hui débat. 

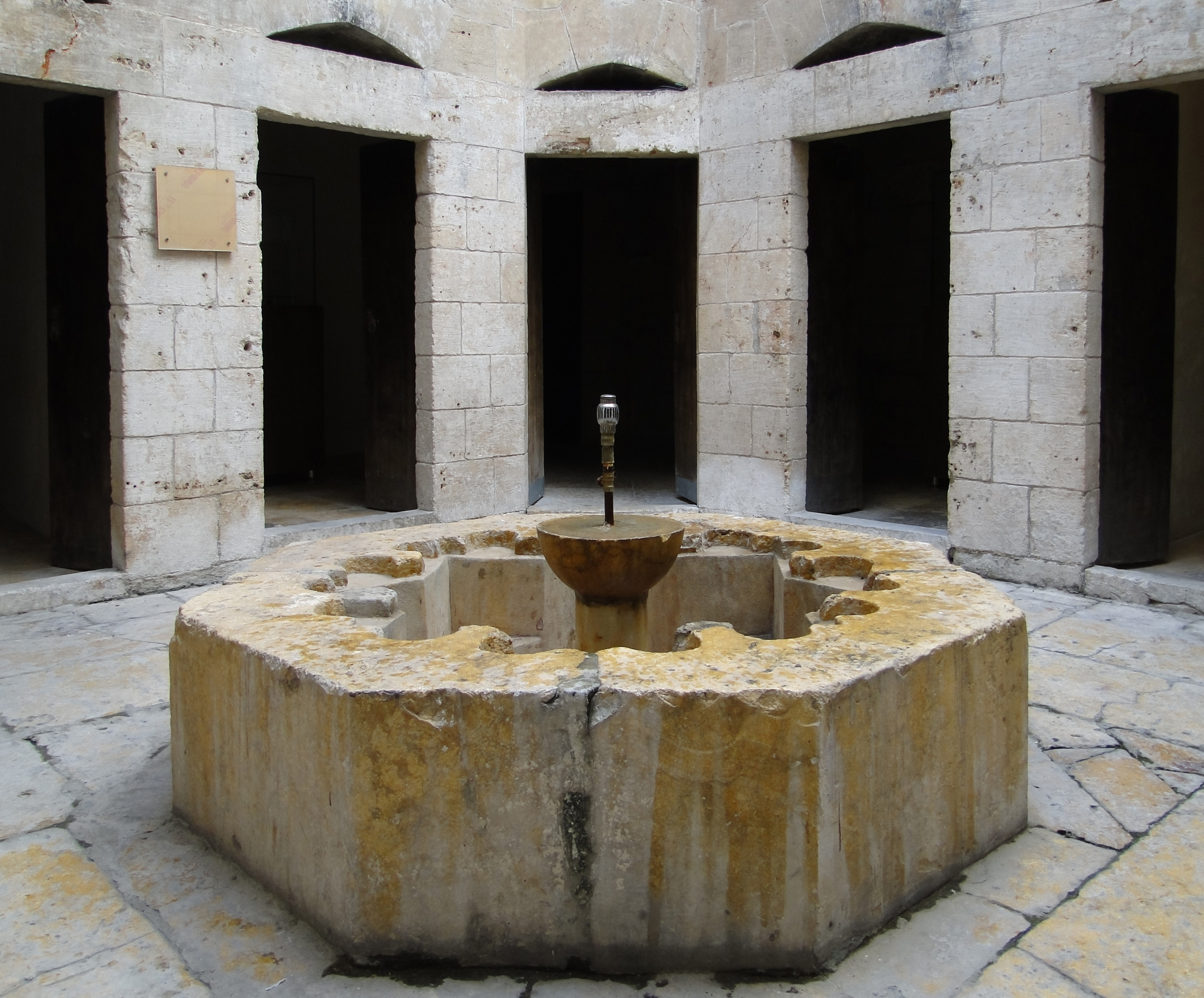
Une fontaine du bimaristan Argoun, en 2010. Les loges des malades convergent vers la fontaine.

En Égypte, le premier hôpital est construit au Caire en 874. C'est aussi le plus ancien connu à donner des soins aux aliénés.
Les hôpitaux sont ensuite construits partout dans le monde arabe, comme notamment en Tunisie à Kairouan et en Perse à Ray, au IXe siècle ; en Turquie à partir du XIIIe siècle ; en Inde musulmane... Ceux d'Andalousie sont plus tardifs, le plus ancien étant probablement celui de Grenade construit en 1367. 
Il existe différentes hypothèses pour expliquer la multiplication des bimaristans à partir du XIIe siècle : le ressort d'une rivalité entre différents courants médicaux, les divisions en dynasties autonomes régionales cherchant à surpasser Bagdad, ou un « réarmement moral » de la part de Nur ad-Din contre le chiisme et les croisés.

### Les plus célèbres
Le plus important de Bagdad, l'hôpital Adudi est construit en 982 par Adud Al Dawla. Il était tenu à son début par 25 médecins, dont des oculistes, des chirurgiens et orthopédistes. En 1184, un voyageur le décrit comme ayant la taille d'un énorme palais.
Au Caire, Saladin fonde l'hôpital Nasiri au XIIe siècle (après 1171). Il est surpassé par l'hôpital Mansuri, fondé par al Mansur Qalawun en 1284, et qui reste l'hôpital principal du Caire jusqu'au XVe siècle.
À Damas, l'hôpital Nuri, fondé par Nur ad-Din en 1154, est aussi l'un des plus grands, la façade d'époque existe toujours abritant désormais un « Musée d'histoire de la médecine et des sciences ».
À Alep, le bimaristan Argoun, fondé en 1354, se visite encore, c'est l'un des mieux conservés de cette période.
Dans leurs mémoires, de grands voyageurs, comme Ibn Jubair (1145-1217) et  Ibn Battûta (1304-1377), visitent les hôpitaux. Ils mentionnent près de 34 hôpitaux remarquables en Orient arabe. Selon Ibn Jubair « Les hôpitaux sont parmi les plus beaux titres de gloire de l'Islam »,.

### Influence en Occident
Il est souvent suggéré que l'enseignement médical, et les hôpitaux en pays d'Islam, ont influencé ou même servi de modèles pour l'Europe médiévale. Pour Lawrence Conrad, cela reste difficile à prouver, mais il est vrai que les européens avaient de nombreuses occasions pour l'observer en détail.
L'exemple des croisades est souvent donné, mais ce n'est pas le plus important. Malgré une antipathie politique et religieuse entre l'Europe et l'Islam, cela n'interdisait pas les relations commerciales et culturelles. Le trafic maritime en Méditerranée permettait des échanges entre marchands, pèlerins et ambassadeurs, surtout entre l'Italie, l'Afrique du Nord et l'Égypte. Des médecins du Moyen-Orient venaient rendre service en chrétienté, et des médecins égyptiens pratiquaient dans l'Empire byzantin.

## Structure et organisation

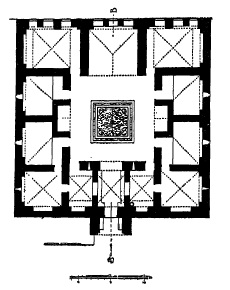
Plan du bimaristan al-Qaymari de Damas.

L'organisation des grands hôpitaux syriens et égyptiens des XIIe et XIIIe siècles est la mieux connue.  Le plan de base est un plan cruciforme avec quatre iwan (salles voûtées) centrées sur une cour intérieure, et de nombreuses salles adjacentes : cuisine, pharmacie, mosquée, logement pour le personnel, bibliothèque,.
Les hôpitaux les mieux dotés comportent des bains et des fontaines en eau propre pour chaque iwan, et des bosquets d'arbres dans la cour intérieure pour le repos du personnel et des malades. Les malades sont séparés selon le sexe, leur séjour (hospitalisés ou en consultation externe) et leur maladie ou traitement. Des emplacements spécifiques sont aménagés pour recevoir les dysenteries et diarrhées, les fièvres, les troubles oculaires, et les cas chirurgicaux. Quelques hôpitaux semblent s'être spécialisés pour les rhumatismes, les rhinites, ou encore pour les aliénés, les pauvres ou les militaires,. 

## Gestion et personnel
À la tête de l'hôpital, et responsable de sa gestion, se trouve un administrateur (nazir), le plus souvent non-médecin. Son poste est politique, lié à la faveur du prince, car recherché et lucratif.
Tous les bimaristans sont financés par des institutions charitables ou waqfs. Les puissants ou les riches offraient des propriétés en dotation : boutiques, moulins, caravansérails, exploitations agricoles, villages... dont les revenus servent à l'entretien et au fonctionnement de l'hôpital. Les services hospitaliers sont gratuits, et une petite allocation était parfois donnée aux malades jusqu'à leur reprise du travail,.
Le personnel soignant se compose de médecins et de pharmaciens, engagés et payés pour faire les gardes, les visites, et prescrire les médicaments. Ils sont assistés par des intendants (mubashirun) et d'infirmiers (musharifun). Le chef de l'équipe soignante est un médecin. Les domestiques (farrashun), hommes et femmes, sont très nombreux. Il pouvait y avoir aussi des instructeurs (mu'allimun) et des étudiants en médecine.

## Fonctions

### Enseignement médical

Médecin de la famille des Bakhtishu avec son élève, manuscrit du XIe siècle.

On ne connait pas le nombre d'hôpitaux ayant des fonctions d'enseignement médical. Des cours se sont déroulés dans ceux de Bagdad, de Damas et du Caire, avec formation au chevet du malade, mais il y a peu de données ailleurs. L'existence d'un enseignement dépendait de l'initiative du fondateur (qui offrait par exemple une bibliothèque) et de celle du médecin-chef qui réunissait quelques étudiants autour de lui,.
Au début du XIe siècle, une dispute eut lieu au sujet de l'enseignement, entre Ali Ibn Ridwan, défenseur de l'enseignement théorique écrit basé sur l'œuvre de Galien, et Ibn Butlan, partisan de l'enseignement clinique au lit du malade. La tradition perpétue un compromis, avec une primauté de l'enseignement pratique, tendance représentée par al Majusi (Haly Abbas) qui encourage les étudiants à être le plus souvent possible à l'hôpital.
On se sait pas si les étudiants en médecine recevaient une bourse, comme ceux d'une madrasa (école de droit coranique).  L'existence d'un bimaristan était souvent liée à celle d'une madrasa. Lors de sa construction, l'hôpital Mansuri du Caire, fondé par al Mansur Qalawun en 1284, s'intègre dans un ensemble architectural comprenant un mausolée, une madrasa et une école d'orphelins. À Damas, il a pu exister des « madrasas médicales », distinctes des madrasas religieuses, mais qui accordaient aussi des bourses aux étudiants.
Pour un médecin, être associé à un hôpital, était un signe de prééminence et valait marque de respect, car outre la valeur du médecin elle indiquait aussi la protection d'une personne haut-placée, voire du calife lui-même. En retour, échouer à soigner un puissant pouvait conduire à la déchéance, la confiscation des biens, la prison ou l'exil.
Les médecins en exercice dans un bimaristan pouvaient être musulmans, chrétiens ou juifs, à condition d'être instruits, le niveau de qualification pouvant être vérifié par un contrôleur ou muhtasib.
Procéder à la nomination d'un médecin-chef ou d'un enseignant en médecine faisait partie du jihad du souverain. 

### Soins et secours
Un bimaristan peut remplir de nombreuses fonctions, c'est un centre de traitement médical et de convalescence, mais aussi un asile d'aliénés, d'orphelinat, de maison de retraite pour les vieillards, de refuge pour les infirmes privés de soutien familial. 
Les personnes accueillies paraissent appartenir aux indigents ou à faible revenu. En général, les riches et les puissants préféraient être soignés chez eux, ou dans des cliniques de jour pour recevoir des médicaments. On ne connait pas la proportion de malades non musulmans, mais selon les lieux et les périodes, des malades chrétiens ou juifs pouvaient être reçus à l'occasion, mais pas les païens. À partir du régime ottoman, les communautés non musulmanes ont leurs propres œuvres de bienfaisance.
Le développement de ce système hospitalier a pu favoriser quelques aspects originaux de la médecine arabe médiévale, notamment dans le domaine pratique : relations de cas cliniques, sémiologie et description plus complète de maladies, amélioration des techniques chirurgicales, et en matière de thérapeutique et santé publique.

## Points de vue

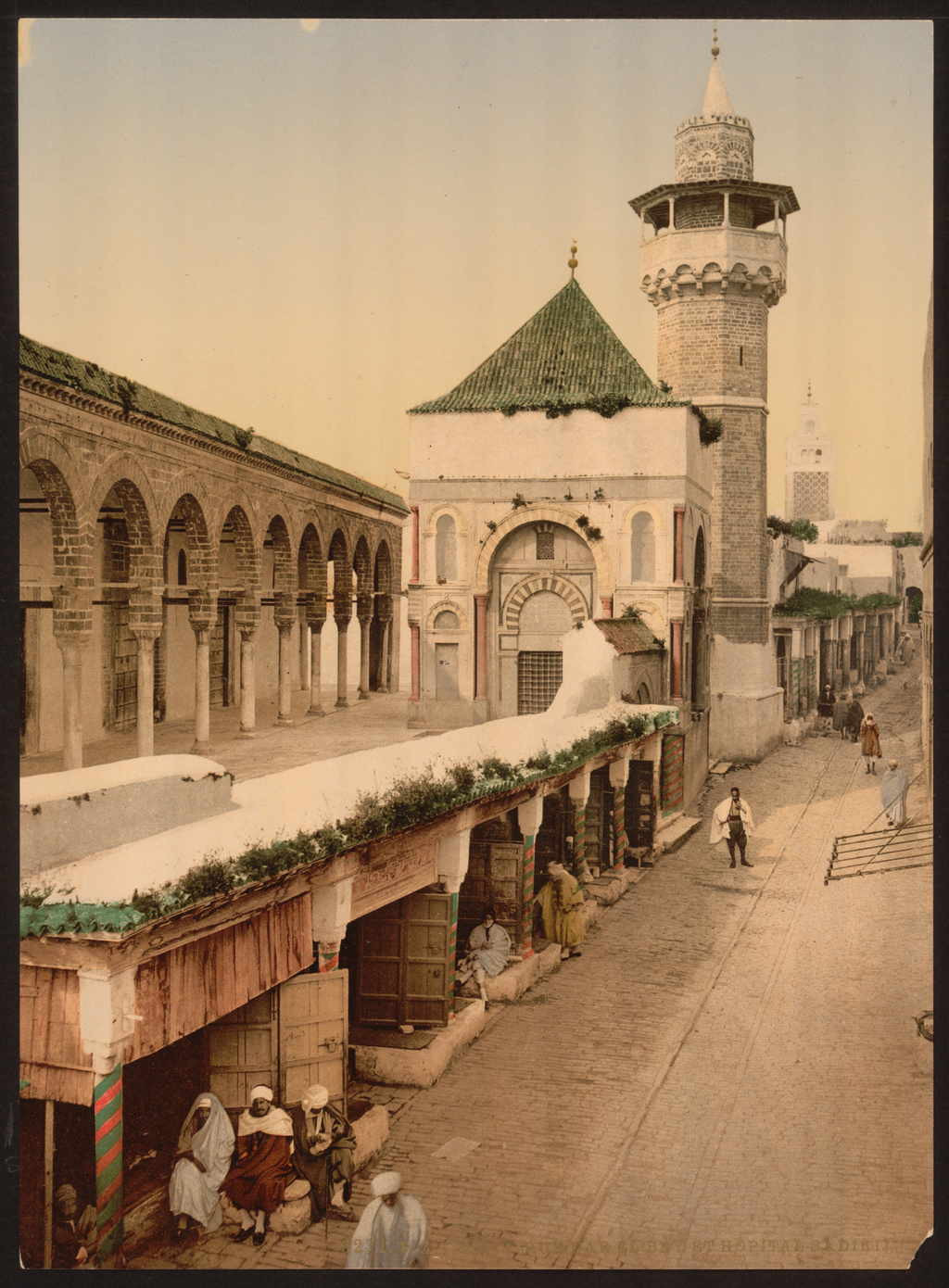
L'hôpital Sadiky de Tunis. Photochrome de 1899.

Les appréciations sur le système hospitalier des bimaristans divergent selon les auteurs. 
Il existe un courant « moderniste », où des califes médiévaux sont vus comme auteurs d'une véritable « politique de santé », où le bimaristan devient l'équivalent d'un « Centre hospitalier universitaire ». Le bimaristan préfigure alors l'hôpital moderne où les malades sont accueillis pour des thérapies particulières, et pris en charge par un personnel qualifié,. 
Un courant plus critique reproche une utilisation sélective des sources, puis leur généralisation dans le temps et l'espace, pour bâtir une vision anachronique. Le bimaristan est d'abord une institution charitable, d'assistance aux indigents et nécessiteux, et dotée d'une fonction soignante, mais avec les mêmes soins que ceux pratiqués en ville ou à domicile pour les plus fortunés. Si les bimaristans ont joué un rôle essentiel dans l'assimilation et la diffusion de la science médicale de l'époque, ce rôle est resté informel, laissé à des initiatives variables selon les lieux et les périodes. 
Des auteurs concluent, en s'appuyant sur des exemples ponctuels, que les médecins de bimaristan devaient obtenir un diplôme en étant contrôlés. D'autres soulignent le manque de détails et l'imprécision des sources qui ne permettent pas de conclure, en élevant l'exigence de niveau des preuves : ces cas isolés ne sont pas suffisants pour prouver qu'il s'agissait d'une pratique établie dans un système organisé et centralisé.
Cependant même des auteurs critiques saluent l'existence des bimaristans comme un exemple remarquable de souci de santé publique pour la société musulmane de cette époque.
Selon Lawrence Conrad (en), le système des bimaristans apparaît comme impressionnant, mais il ne faudrait pas le surestimer en lui donnant un rôle majeur dans les soins de santé en Islam médiéval. Il reste très limité par rapport à la taille de la population d'alors, et du point de vue de l'efficacité, plutôt similaire à celle des refuges et de l'assistance pour le problème des sans-abris des grandes villes modernes.
Pour le même auteur, la médecine de l'Islam médiéval est le fait de praticiens individuels, plus que d'un système hospitalier. Ces praticiens étaient relativement démunis devant les problèmes de leur temps. Ils ne pouvaient guère modifier une espérance de vie moyenne de l'ordre de 35 ans, avec une majorité d'enfants mourant avant d'atteindre l'âge adulte. Mais ils ont su faire face avec détermination, rigueur intellectuelle et une profonde humanité.

## La question du déclin
Si la création des bimaristans est connue, leur durée l'est moins. Certains ne sont que de courte durée, à cause de troubles politiques ou de reconstructions urbaines.  La plupart déclinent à partir du XIIIe siècle. Au XVIe siècle toute trace d'activité médicale (publications de valeur) disparaît en Égypte et en Syrie, et au XVIIIe siècle en Perse.
L'hôpital Mansuri du Caire, jadis très connu, était en ruines, lors de l'arrivée des médecins militaires de l'expédition d'Égypte (1798-1801). D'autres ont fonctionné jusqu'au XIXe siècle comme le Nuri de Damas ou l'Argoun (Araghün) d'Alep ; dans les petites villes des établissements perpétuent le Moyen Âge sans grands changements.

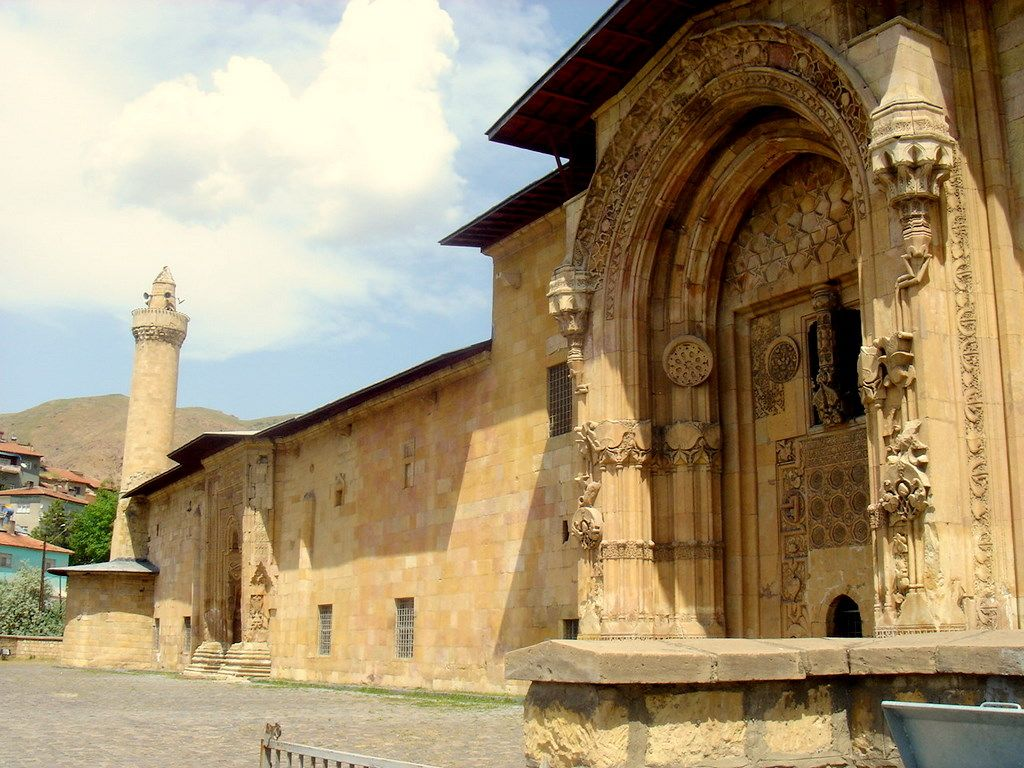
Hôpital et grande mosquée de Divrigi (Turquie) fondés au XIIIe siècle. Les Seldjoukides ont doté la Turquie d'établissements dont l'architecture impressionne encore aujourd'hui le voyageur, mais laisse l'historien perplexe quant à leur utilisation.

Le déclin ou la stagnation des grandes civilisations médiévales non européennes (Islam, Chine...) représente un phénomène complexe, les analyses restant très parcellaires. En ce qui concerne l'Islam médiéval, les causes proposées seraient d'ordre politique, économique et intellectuel et religieux.
Les facteurs géopolitiques seraient les invasions répétées venant de l'ouest (croisades) et de l'est (invasions mongoles en Syrie notamment). La protection, la sécurité et le prestige des médecins déclinent, ce qui affecte l'activité des communautés médicales.
Le système des waqfs, d'abord bénéfique pour la création et le développement des bimaristans, s'épuise au cours du temps. Leur statut juridique complexe favorise les querelles, abus et détournements. L'institution des bimaristans se dégrade progressivement, les bâtiments deviennent vétustes, et les personnels moins qualifiés. Le système des waqfs aurait finalement joué un rôle néfaste dans l'évolution économique du monde arabe.
L'âge d'or du califat des Abassides (VIIIe au XIIIe siècle) se distinguait par une grande curiosité intellectuelle. À partir du XIIe siècle plusieurs théologiens critiquent les opinions philosophiques des textes médicaux, dont la notion de causalité, et en niant toute connaissance en dehors de la révélation. La pensée médicale savante est ainsi freinée dans ses sujets de recherche. Ce qui se passe avec la médecine européenne de la Renaissance n'a guère d'écho dans le monde musulman.
L'influence exacte de « la médecine du Prophète » est controversée. Il s'agit d'un ensemble d'écrits par des autorités religieuses qui cherchent à rendre la médecine compatible avec l'Islam. Un auteur comme Ibn al-Jawzi (1116-1201) reste couramment édité au XXIe siècle,. Des auteurs l'ont réduite à un folklore, un ensemble de  «superstitions bédouines » au sein de l'Islam, d'autres comme une opposition ou une alternative à la médecine grecque.
Ces textes intègrent des notions pré-islamiques ou de l'islam primitif et paraissent correspondre à une médecine populaire. Ils sont destinés à un public de croyants cultivés, soucieux de concilier leur foi et leurs traditions locales de santé, avec le galénisme. Cette littérature n'aurait pas entrainé à elle seule le déclin de la médecine « scientifique » ou « rationnelle » ; elle témoigne plutôt d'un état d'esprit largement répandu dans la société.
Dans les sources écrites, on ne connait pas de médecin pratiquant « la médecine du Prophète », mais aucun médecin non plus pour la critiquer.